# Pete George
Peter T. George, detto Pete (Akron, 29 giugno 1929 – 27 luglio 2021), è stato un sollevatore statunitense.